# حقیقت یک دروغ لعنتی است
"حقیقت یک دروغ لعنتی است" (انگلیسی: "...The Truth Is a Fucking Lie...")نام یک آلبوم موسیقی است که در سال ۱۹۹۹ میلادی توسط گروه موسیقی ماگما منتشرشد.این موسیقی در سبک نویز راک نواخته شده است. مدت اجرای این موسیقی ۳۹:۳۸ می باشد.

## اعضا
ساکسوفون تنور-مایکل کولیگان
گیتاریست-چوک فالزون
گیتار بیس-فرد لانبرگ هولم
کلارینت-بیل پیساری
ویولن-جولی پومرلل
درام ساز-ویزل والتر
تهیه کننده-کریس هاچیسون.